# Europa 1400: The Guild
Europa 1400: The Guild (dále jen The Guild) je počítačová hra od společnosti JoWooD Productions, od níž pochází i Gothic, Spellforce, Sam & Max Episodes, Silent Storm, Painkiller: Overdose, S.W.I.N.E nebo Cultures.

## Začátky
Na počátku samotného hraní je třeba vybrat jedno ze 6 velkých středověkých měst (Paříž, Londýn, Madrid, Milán, Berlín a Norimberk (poslední se vyskytuje pouze v datadisku). Každé město má svou specifickou vlastnost, jako třeba Londýn – krátká vzdálenost pro nalezení bylin. Norimberk – dvojitá městská plocha.
V datadisku se na této obrazovce ještě zvolí inteligence protivníků. Poté se vybere obtížnost hry celkově, jestli se má hrát s historií nebo bez historie, vyberou se nějaké úkoly nebo volná hra. Následuje jakýsi „formulář“, kde se vyplní jméno, pohlaví, víra a vybere se rodinný erb, vyberou se rodiče, kteří ovlivní schopnosti hráče (např. otec obchodník a matka řemeslnice přidají oba po bodu a půl u vyjednávání a řemeslnictví), a přidělí se další tři volné body. Poslední krok je výběr povolání. V základní verzi hry jich je 8, v datadisku 11. K výběr jsou: kovář, kameník, truhlář, hostinský, voňavkář, alchymista, kazatel, zloděj a v datadisku navíc hrobník, krejčí a potulný bavič. Pak už vás se hra přesune do dění středověkého města a hráč se má uživit s penězi, které dostane podle zvolené obtížnosti, s jednou živností a svým domem.

## Akční body (AB)
Akční body jsou vlastně hráčovy akce. AB má hráč do základu 4 za kolo, avšak příjem se dá zvýšit např. předměty, vylepšením jeho domova nebo 6. mistrovským stupněm povolání (o tom níže). AB jsou používány k většině akcí. Hráč se může díky nim učit na vyšší mistrovský stupeň, vylepšovat schopnosti, v politice využívat pravomocí, hasit když mu chytne budova, ale také se třeba vyzpovídat z hříchu, za který by jinak platil.

## Schopnosti
V The Guild je pět schopností – Vyjednávání (hráč má šanci, že ušetří při nákupu nebo vydělá pri prodeji zboží), řemeslo (zvyšuje výkonnost hráčových řemeslníků), lstivost (zvyšuje úspěšnost hráče při krádeži, hrách nebo soubojích), souboj (to vypovídá o všem) a rétorika (zvyšuje efekt hráčových řečnických akcí, vydírání nebo hanospisů). Počáteční schopnosti hráče ovlivňují povolání jeho rodičů plus jeho vlastní přidělení bodů. Přímo ve hře si může hráč ve svém domě vylepšovat schopnosti pomocí AB. Čím více bodů již má ve schopnosti přiděleno, tím více AB musí na vylepšení dát. Na šestý bod schopnosti je potřeba už 12 AB. Každá schopnost má v hráčově domě jinou místnost: řemeslo a vyjednávání se učí ve studijní místnosti, lstivost v zadní místnosti, souboj v přijímací místnosti a rétorika v knihovně. Všechny místnosti vyjma studijní místnosti si hráč musí postavit a do základního domu se mu vejde jen jedna, takže je třeba vybírat podle povolání.

## Povolání
Každých několik let se hráč může vyučit na vyšší úroveň svého povolání. Těch je celkem 6 a každé vystudování stoji 4 AB. Na 3. mistrovském stupni si může hráč vylepšit živnost o jednu úroveň a odemknout si tím nová vylepšení a výrobky. Na 5. mistrovském stupni si může živnost vylepšit znovu a tím se dostat na nejvyšší úroveň vylepšení a dostat se k nejcennějším výrobkům. Když už hráče nějaké povolání nebaví, může se za 8 AB naučit další a rozjet nové obchody a vydělávat víc a víc.

## Kariéra
Hráčova politická kariéra začne, až dosáhne majetku 10 000 zlatých. Pak si zaplatí 500 zlatých za občanská práva. Jakmile se stane občanem, může se ucházet o politické místo. Pokud je zvolen, bude každé kolo/rok dostávat peníze jako příjem z úřadu. Jakmile se uvolní vyšší místo, může se o něj ucházet. Tady se vyplatí mít dobré přátele, kteří mu dají přednost před ostatními a pokud ne, musí si u nich nějak šplhnout. Ovšem to že hráč dosáhne nějakého místa neznamená, že o něj není možné přijít. Nepřátelé mohou požadovat jeho vyloučení. Když už se stane, že přijde o své místo, může se ucházet o jakékoli nižší nebo stejně vysoké postavení, jakého bylo dosaženo před vyloučením. Nejvyšší politický post je panovník a v datadisku pak může být hráč vybrán papežem nebo císařem do nejvyšších sfér, jakých může člověk prostého původu dosáhnout.